# Teoria do Mais Tolo
A teoria do mais tolo é conhecida como a crença do investidor quando compra um determinado ativo supostamente valorizado, acreditando que ele poderá vender o ativo futuramente com uma alta valorização, pois espera-se que existirá um investidor "mais tolo" que irá comprar, em outras palavras, não se compra um ativo pois imagina que vale o preço, e sim com a expectativa de vendê-lo, por um valor ainda mais alto.
É similar ao conceito de Concurso de Beleza Keynesiano sobre os princípios de investimento em ações. De acordo com o economista Ricardo Torres, a teoria do mais tolo é comumente vista em cenários especulativos, onde há um movimento de força compradora, como por exemplo no período que antecedeu a bolha da internet que ocorreu no início de 2000, onde empresas de internet que tinham baixo faturamento, chegaram a valer bilhões de dólares.